# STBC
STBC, siglas de codificación espacio-temporal por bloques (Space–time block coding en inglés), es una técnica utilizada en las comunicaciones inalámbricas para transmitir múltiples copias de un flujo de datos a través de una serie de antenas, y para aprovechar versiones recibidas para mejorar la fiabilidad de los datos. 
Las ondas transmitidas en el medio de transmisión sufren una degradación y puesto que el camino recorrido por cada una de las versiones es diferente, algunas de las copias estarán más dañadas que otras. Por eso se envía más de un flujo de datos; se usa la redundancia para recibir con mayor precisión la señal enviada.
De hecho, STBC combina todas las copias de la señal recibida para extraer de una manera óptima la mayor cantidad posible de información de cada uno de ellas.

## Ortogonalidad
Los STBCs suelen ser ortogonales. Esto significa que el STBC está diseñado de tal forma que los vectores que representan cualquier par de columnas tomadas de la codificación de la matriz es ortogonal. El resultado de esto es simple, lineal, óptima decodificación en el receptor. Su desventaja más grave es que todos, excepto uno de los códigos que satisfacen este criterio deben sacrificar algunas de sus tasas de datos.
Hay también "casi-ortogonal STBCs" que puede lograr una mayor velocidad de transmisión de datos, e incluso una mejor tasa de aciertos en condiciones muy duras.

## El código de Alamouti
Alamouti inventó el más simple de todos los STBCs en 1998, aunque mencionó el término "SBTC" en sí mismo. Fue diseñado para una antena de doble transmisión y el coding matriz es:

{\displaystyle C_{2}={\begin{bmatrix}s_{1}&s_{2}\\-s_{2}^{*}&s_{1}^{*}\end{bmatrix}}}
Esta es una STBC muy especial, puesto que es la única STBC ortogonal que puede lograr su plena diversidad de ganancia sin necesidad de sacrificar su velocidad de transmisión de datos. 
La importancia de la propuesta de Alamouti es que fue la primera demostración de un método de codificación que permite toda la diversidad con la transformación lineal en el receptor, además, fue el primer bucle abierto transmitir la diversidad técnica que había en esta capacidad.
- Datos: Q6116301